# Allmänna folkkongressen
Allmänna folkkongressen (Mu'tammar al-sha'ab al 'âmm; مؤتمر الشعب العام الليبي) var under Muammar al-Gaddafi den verkställande makten i Libyen tillsammans med Basfolkkongresserna. Den bestod av 2700 sekreterare och ministrar. 